# Маслюк Михайло Григорович
Миха́йло Григо́рович Маслю́к (14 січня 1918, Рижавка, нині Жмеринський район, Вінницька область — 28 жовтня 1995 р., Жмеринка, Вінницька область, Україна) — український механік, музикант, поет, автор оригінальних годинників і музичних інструментів, фотограф, майстер мікромініатюри, Заслужений майстер народної творчості УРСР, Почесний громадянин міста Жмеринки.

## Творчість
Грав на багатьох музичних інструментах, писав вірші, виготовляв музичні годинники, займався різьбленням по дереву, металу, мармуру та слоновій кістці.
На всесвітній виставці у японському місті Осака у 1965 р., де Радянський Союз представляв свої досягнення у розвитку науки, були представлені його мініатюри. Японці були настільки вражені його роботами, що спеціальним наказом міністерства освіти зобов'язали всіх учнів обов'язково подивитися на твори Маслюка у радянському павільйоні.
За своє життя він створив майже 500 мікрошедеврів. У 1968 році його витвір – паротяг, який у 20 мільйонів разів менше макового зернятка, було віднесено до Книги рекордів Гіннеса. Жмеринський мікромінітюарист не тільки підкував блоху, але й зв’язав її ноги золотим ланцюжком та замкнув малесеньким золотим замочком.
Першу виставку своїх робіт Михайло Григорович розмістив на циферблаті наручного годинника, згодом на розрізі макового зернятка ним було розміщено 70 мініатюр, до яких увійшов потяг з п’ятнадцятьма вагонами в «тунелі», що у 3,5 тисячі разів тонший за людський волос.
Серед мініатюр Михайла Маслюка є і книги, одна з них – томик Олександра Пушкіна, в якому вигравірувано уривки з віршів поета, розмірами 0,8×0,4×0,2 мм. Вченими цю книгу було визнано, як книгу–пилинку, тому що за їх підрахунками, таких книжечок в маковому зерняті вмістилося б шістдесят штук. Одна з трьох мікроскопічних книжечок майстра зберігається в музеї Олександра Пушкіна в Москві, інша - у Вінницькому краєзнавчому музеї.
Значний внесок видатною особистістю було зроблено і в розвиток медицини. На замовлення професорів-лікарів він змайстрував комплект мікрохірургічних інструментів для проведення досліджень судин кори головного мозку, зшивання рогівки ока, операцій вуха.
Виставки з експонатами М. Г. Маслюка демонструвались у Японії, Канаді (Монреаль), Болгарії, Чехії та в 23 містах колишнього Радянського Союзу. Кращі мініатюрні твори зберігаються в Кремлівській Оружейній палаті, в музеях Москви, Києва, Вінниці, Тульчина, Браїлова, Жмеринки та в приватних колекціях за кордоном.
Про майстра при житті були зняті фільми: «Такий характер» Українською студією документально-хронікальних фільмів, Київ 1975 р., «Годинник і скрипка»; «Сімейна хроніка» 1962 р. – відзнятий М. Маслюком; відеоінтерв'ю з донькою К. М. Тєтєріною, аудіозапис твору «Чардаш» В. Монті у виконанні М. Маслюка.
Онук славетного майстра Сергій Тєтєрін продовжує справу діда і створив серію робіт, які не роздивитись неозброєним оком.

## Нагороди
- срібна медаль Виставки досягнень народного господарства СРСР (1962 р.);
- медаль Міністерства культури СРСР «За досягнення у самодіяльній народній творчості» (1981 р.);
- золота медаль лауреата фестивалю народної творчості України (1982 р.);
- медаль лауреата II Всесоюзного фестивалю народної творчості СРСР (1987 р.).

## Цікаві факти
- У народі Михайла Григоровича називали Лівшею, за твором Миколи Лєскова «Сказ про тульського косого Лівшу та про сталеву блоху»[1].